# Wayland (Iowa)
Wayland es una ciudad ubicada en el condado de Henry en el estado estadounidense de Iowa. En el Censo de 2010 tenía una población de 966 habitantes y una densidad poblacional de 370,75 personas por km².

## Geografía
Wayland se encuentra ubicada en las coordenadas 41°8′55″N 91°39′33″O / 41.14861, -91.65917. Según la Oficina del Censo de los Estados Unidos, Wayland tiene una superficie total de 2.61 km², de la cual 2.61 km² corresponden a tierra firme y (0%) 0 km² es agua.

## Demografía
Según el censo de 2010, había 966 personas residiendo en Wayland. La densidad de población era de 370,75 hab./km². De los 966 habitantes, Wayland estaba compuesto por el 95.55% blancos, el 1.14% eran afroamericanos, el 0.62% eran amerindios, el 0.93% eran asiáticos, el 0% eran isleños del Pacífico, el 0.83% eran de otras razas y el 0.93% pertenecían a dos o más razas. Del total de la población el 1.04% eran hispanos o latinos de cualquier raza.